# 직업의 자유
직업의 자유는 대한민국 헌법이 보장하는 직업선택, 직업종사, 직업변경의 자유로 제15조에 규정되어 있다. 직업선택의 자유를 제한함에 있어서 요구되는 일정한 주관적 요건은 공공의 손실과 위험을 방지하기 위한 적절한 수단이고 그 제한목적과 합리적인 관계가 있어야 한다. 일정한 직업을 수행하기 위한 자격요건에 관하여 규정하는 것은 현저히 자의적이거나 불합리하여 입법형성권의 한계를 일탈하였거나 입법형성권을 남용한 것이 아닌 한 존중되어야 한다. 객관적 사유에 의한 직업선택의 자유의 제한에 있어서 헌법재판소는 엄격한 비례의 원칙을 그 심사척도로 들고 있다.

## 판례
- 약사 또는 한약사가 아니면 약국을 개설할 수 없다고 규정한 약사법은 법인을 구성하여 약국을 개설․운영하려고 하는 약사들 및 이들 약사들로 구성된 법인의 직업선택의 자유를 침해한 것이다.[1]
- 성인대상 성범죄로 형을 선고받아 확정된 자에게 그 형의 집행을 종료한 날부터 10년 동안 의료기관을 개설하거나 의료기관에 취업할 수 없도록 한 아동․청소년의 성보호에 관한 법률은 직업선택의 자유를 침해한다.[2]
- 보건복지부장관이 치과전문의자격시험제도를 실시할 수 있도록 시행규칙을 마련하지 아니한 행정입법부작위는 전공의수련과정을 마친 청구인들의 직업의 자유를 침해한 것이다.[3]
- 운전면허를 받은 사람이 자동차 등을 이용하여 살인 또는 강간 등의 범죄행위를 한 때 필요적으로 운전면허를 취소하도록 규정한 도로교통법은 직업의 자유를 침해한 것이다.[4]
- 유치원 주변 학교환경위생 정화구역에서 성관련 청소년유해물건을 제작·생산·유통하는 청소년유해업소를 예외 없이 금지하는 구 학교보건법 조항들은 유치원 주변 및 아직 유아 단계인 청소년을 유해한 환경으로부터 보호하고 이들의 건전한 성장을 돕기 위한 것으로 그 입법목적이 정당하고, 이를 위해서 유치원 주변의 일정구역 안에서 해당 업소를 절대적으로 금지하는 것은 그러한 유해성으로부터 청소년을 격리하기 위하여 필요·적절한 방법이며, 그 범위가 유치원 부근 200미터 이내에서 금지되는 것에 불과하므로, 청구인들의 직업의 자유를 침해하지 아니한다.[5]

### 경쟁의 자유
행정처분의 직접 상대방이 아닌 제3자의 원고적격을 판단함에 있어서 주관적 공권의 성립여부를 그 기준으로 삼고 있는데, 여기서 공권이란 행정청의 특정 의무를 규정하는 객관적인 법규범이 존재하고 그 법규범이 공익뿐만 아니라 사익의 보호도 의도하고 있는 경우에 비로소 인정된다 하겠다. 이 사건에서 보건대, 설사 국세청장의 지정행위의 근거규범인 이 사건 조항들이 단지 공익만을 추구할 뿐 청구인 개인의 이익을 보호하려는 것이 아니라는 이유로 청구인에게 취소소송을 제기할 법률상 이익을 부정한다고 하더라도, 국세청장의 지정행위는 행정청이 병마개 제조업자들 사이에 특혜에 따른 차별을 통하여 사경제 주체간의 경쟁조건에 영향을 미치고 이로써 기업의 경쟁의 자유를 제한하는 것임이 명백한 경우에는 국세청장의 지정행위로 말미암아 기업의 경쟁의 자유를 제한받게 된 자들은 적어도 보충적으로 기본권에 의한 보호가 필요하다. 따라서 일반법규에서 경쟁자를 보호하는 규정을 별도로 두고 있지 않은 경우에도 기본권인 경쟁의 자유가 바로 행정청의 지정행위의 취소를 구할 법률상의 이익이 된다 할 것이다.

## 참고 문헌
- 홍완식, 헌법.상법 (제1과목 문제집), 예응(예응고시), 2001. ISBN 8988740459